# ديفينهيدرامين
 ديفينهيدرامين  (بالإنجليزية: Diphenhydramine)‏ و هو من الجيل الأول من مضادات الهيستامين التي تملك مضادات الكولين، مضاد للسعال، مضاد للقئ، ومهدئ الخصائص التي تستخدم أساسا لعلاج الحساسية.

## الزمرة الدوائية
مهدئ وحاصر للمستقبلات الهيستامينية H1.

## الاستعمال
- إزالة الأعراض الأرجية الناجمة عن تحرر الهيستامين بما في ذلك التهاب الأنف الأرجي والجلادات الأرجية.
- يمكن استخدامه كمهدئ خفيف، وللوقاية من داء الحركة، ومضاد سعال، ولعلاج ارتكاسات عسر المقوية الناجمة عن الفينوتيازينات.
- يبدي خواص مضادة للإقياء، وخواص مخدرة موضعية.

## مضادات الاستطباب
فرط الحساسية له أو لأحد مكوناته، ويجب عدم استخدامه خلال الهجمة الربوية الحادة.

## الآثار الجانبية
تحدث بنسبة تزيد عن 10%:
- عصبية مركزية: نعاس خفيف إلى متوسط الشدة.
- تنفسية: زيادة لزوجة وكثافة المفرزات القصبية.

تحدث بنسبة 1-10%:
- عصبية مركزية: صداع، تعب، عصاب.
- هضمية: غثيان، إقياء، إسهال، ألم بطني، جفاف الفم، زيادة الشهية، كسب الوزن، جفاف الأغشية المخاطية.
- عصبية عضلية: آلام مفصلية.
- تنفسية: التهاب بلعوم.

تحدث بنسبة تقل عن 1%:
- قلبية وعائية: هبوط توتر شرياني، خفقان، وذمة.
- عصبية مركزية: تهدئة، دوام، هياج تناقصي، أرق، اكتئاب.
- جلدية: حساسية للضوء، طفح، وذمة وعائية.
- بولية تناسلية: احتباس بولي.
- كبدية: التهاب كبد.
- عصبية عضلية: آلام عضلية، مذل، رعاش.
- عينية: تشوش رؤية.
- تنفسية: رعاف، تشنج قصبي.

## التداخلات الدوائية
1. تتفاقم تأثيراته المثبطة للجملة العصبية المركزية والتنفسية عند اشراكه مع الأدوية المثبطة العصبية المركزية.
2. تتفاقم تأثيراته المضادة للكولين عند اشراكه مع مثبطات خميرة MAO.
3. يجب عدم إعطاء مستحضره الذي على شكل شراب للمريض الذي تناول أدوية تسبب ارتكاس ديسولفيرام بسبب احتواء هذا الشراب على الكحول بنسبة كبيرة.

## الثبات
- يحفظ بعيداً عن الضوء
- ولا يتوافق مع أموباربيتال أو أمفوتريسين B أو سيفالوثين أو دياترتزوات أو فوسكارنيت أو هيبارين أو هيدروكورتيزون أو هيدروكسيزين أو بنتوباربيتال أو فينوباربيتال أو فينتوئين أو بروكلوربيرازين أو برومازين أو بروميثازين أو تتراسكلين أو ثيوبنتال، فلا يجوز مزجه مع أحد هذه المحضرات بنفس المحقنة.

## الحرائك الدوائية
- يصل تأثيره المهدئ لذروته خلال 1-3ساعات من تناوله عبر الفم.
- مدة التأثير: 4-7 ساعات.
- الامتصاص: 40-60% من جرعته إلى الدوران الجهازي، نتيجة تعرضه لاستقلاب العبور الأول.
- الاستقلاب: بشكل شديد في الكبد وبشكل أقل في الرئة والكلى
- العمر النصفي: 2-8 ساعات، يصل حتى 13.5ساعة عند المسنين.
- الارتباط البروتيني:78%.
- يصل تركيزه المصلي خلال 2-4ساعات من تناوله عبر الفم.

## الجرعة
1- الأطفال:
1. فموي (>10كغ): 12.5-25ملغ 3-4مرات/يوم، الجرعة القصوى 300ملغ/يوم.
2. حقن عضلي أو وريدي: 5ملغ/كغ/يوم أو 150ملغ/م2/يوم تقسم على 3-4 دفعات، الجرعة القصوى 300ملغ/يوم.

2- البالغين:
1. فموي: 25-50ملغ كل 6-8 ساعات، يمكن إعطاؤه بجرعة 50ملغ قبل النوم للمساعدة على النوم.
2. حقن عضلي أو وريدي: 10-50ملغ كل 2-4ساعات، الجرعة القصوى 400ملغ/يوم.
3. موضعي (استخدام خارجي): لا يطبق لمة تزيد عن 7 أيام.

## تحذيرات
1. استخدامه بحذر عند المريض المصاب بالزرق المغلق الزاوية أو القرحة الهضمية أو انسداد السبيل البولي أو فرط نشاط الدرق.
2. قد تحوي بعض مستحضراته الصيدلانية مادة البيسولفيت المؤرجة، ويحوي شرابه الكحول.
3. يبدي هذا المحضر قدرة كبيرة مهدئة، ومضادة للكولين، ولذلك لا يعد مناسب للعديد من المسنين.

## الحمل
ينتمي لأدوية المجموعة C.

## التداخلات المخبرية
قد يثبط الارتكاسات الجلدية التالية لحقن المستضدات.

## المستحضرات الصيدلانية
- كبسول: 25 ملغ، 50 ملغ
- أقراص: 25 ملغ، 50 ملغ
- إكسير: 12.5ملغ/5مل (5مل- 10مل - 20مل - 120مل - 480مل - 3780مل)
- شراب: 12.5ملغ/5مل (5 مل -120 مل -240 مل -480 مل -3780مل)
- رهيم: 1% - 2%
- دهون: 1% (75مل)
- محلول (بخاخ موضعي): 1% (60مل)
- محلول معد للحقن: 10ملغ/مل (10مل، 30مل)- 50ملغ/مل (1مل، 10مل)